# Let Me Out
«Let Me Out» és una cançó de la banda virtual de rock alternatiu Gorillaz, amb la col·laboració dels cantants estatunidencs Pusha T i Mavis Staples. Fou llançada el 6 d'abril de 2017 com a cinquè senzill del cinquè àlbum de la banda, Humanz.
A l'època quan concebien aquest àlbum, Albarn va compondre la lletra de la cançó un dia quan viatjava en tren. El raper Pusha T va col·laborar escrivint la tornada després d'una trobada amb Albarn i Jamie Hewlett, l'altre membre de Gorillaz, a Londres. La cançó aborda temes polítics, específicament la investidura de Donald Trump. La cantant de música gospel Mavis Staples va col·laborar a la versió final.

## Llista de cançons
Descàrrega digital
1. «Let Me Out» – 2:56

## Crèdits
Gorillaz
- Damon Albarn – cantant, sintetitzador
- Jamie Hewlett – artwork, disseny de personatges, direcció vídeo
- Remi Kabaka Jr. – programació bateria

Músics addicionals
- Pusha T – cantant
- Mavis Staples – cantant
- The Twilite Tone – sintetitzador, veus addicionals
- John Davis – enginyeria masterització, enginyeria
- Jonathan Lackey – assistència
- Alex Baez – assistència
- Samuel Egglenton – assistència
- Stephen Sedgwick – enginyeria
- Paul Bailey – enginyeria addicional
- The Humanz (Rasul A-Salaam, Starr Busby, Drea D'Nur, Giovanni James, Marcus Anthony Johnson, Janelle Kroll, Brandon Markell-Holmes, Imani Vonshà) – veus addicionals